# アラッシオ
アラッシオ(イタリア語: Alassio)は、イタリア共和国リグーリア州サヴォーナ県にある、人口約11,000人の基礎自治体（コムーネ）。

## 名称
日本語では「アラッシオ」のほか、「アラッショ」とも転記される。

## 地理

### 位置・広がり

#### 隣接コムーネ
隣接するコムーネは以下の通り。
- アルベンガ
- アンドーラ
- ライグエーリア
- ヴィッラノーヴァ・ダルベンガ

### 地震分類
イタリアの地震リスク階級 (it) では、2 に分類される
。

## 行政

### 分離集落
アラッシオには、以下の分離集落（フラツィオーネ）がある。
- Caso, Moglia, Solva

## 姉妹都市
- ラ・トゥイール、イタリア 2013年